# Hennie Muller
Hendrik Scholtz Vosloo Muller (Witbank, 26 de marzo de 1922–Ciudad del Cabo, 26 de abril de 1977) fue un minero, jugador y entrenador sudafricano de rugby que se desempeñó como octavo. Representó a los Springboks de 1949 a 1953, fue su capitán y luego su entrenador en 1965.
Muller es considerado uno de los mejores jugadores que dio su país por su agresivo juego, fuerza, potencia y velocidad. Desde 2015 es miembro del World Rugby Salón de la Fama.

## Selección nacional
Danie Craven lo convocó a los Springboks para enfrentar a los All Blacks en la visita kiwi de 1949. Fue capitán en sus últimos nueve test matches.
Su último partido fue contra los Wallabies en septiembre de 1953. En total jugó 13 partidos y marcó 16 puntos; productos de tres tries, dos conversiones y un penal.

## Palmarés
- Campeón de la Currie Cup de 1947, 1954 y 1964.